# Baba Sissoko

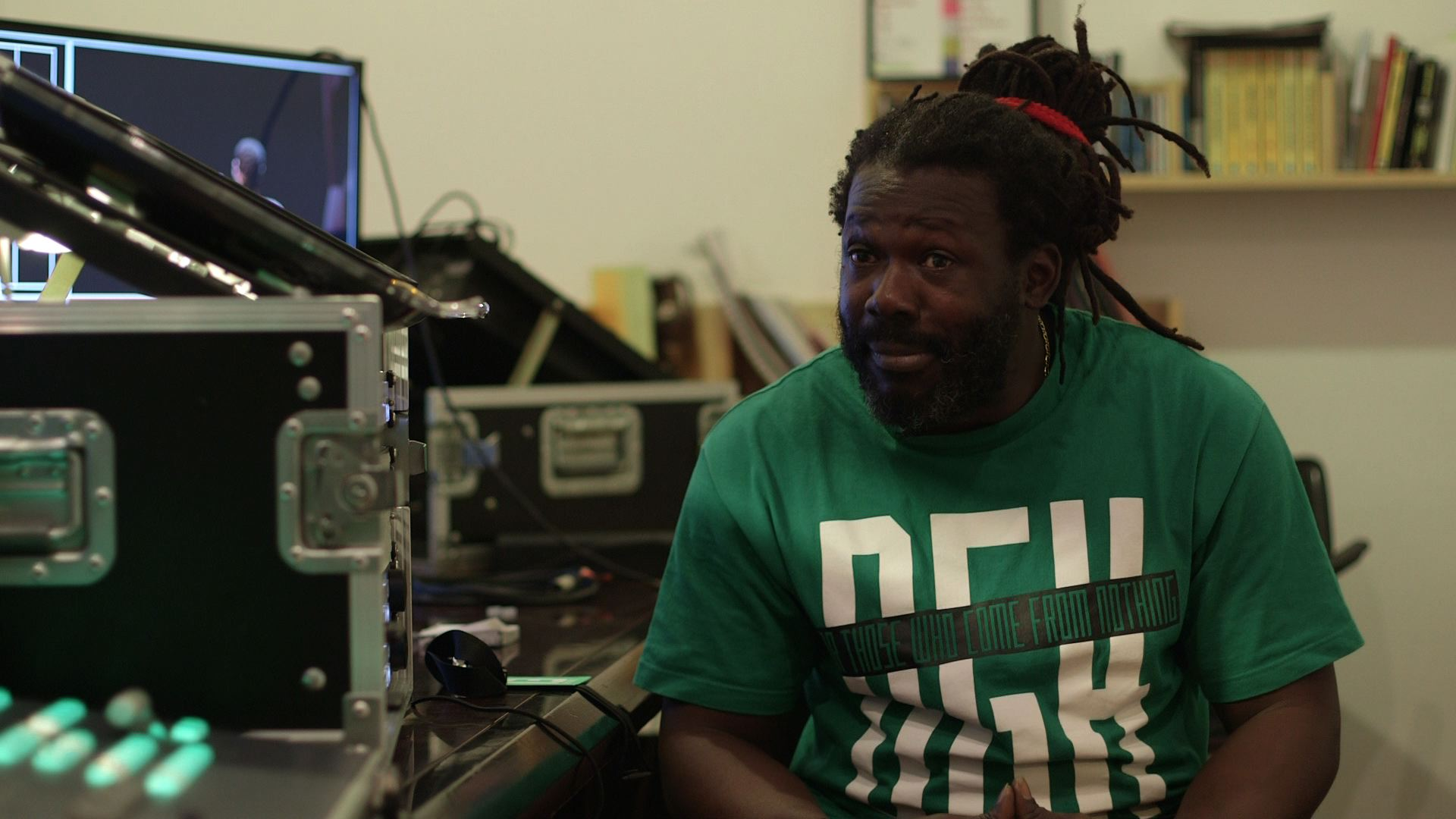
Baba Sissoko w Rzymie, listopad 2013

Baba Sissoko (ur. 8 marca 1963) – malijski muzyk grający na ngoni, kamale ngoni, tamani (gadający bęben), na bala, kalebasie; jest także wokalistą. 
Sissoko jest mistrzem gadających bębnów (tamani) oraz griotem.
Urodził się i wychował w Bamako. Od dzieciństwa grał na tamani, często towarzysząc tradycyjnym kobiecym opowieściom podczas ślubów i innych tradycyjnych uroczystości. Swoją karierę muzyczną rozpoczął towarzysząc dziadkowi podczas jego podróży Griota grając na tamani.
W 1985 roku odbył międzynarodowe tournée koncertowe z zespołem instrumentalnym orkiestry Mali, grając na tamani i ngoni. W 1991 roku założył trio Baba Sissoko i Taman Kan i rozpoczął intensywną współpracę z najlepszymi malijskimi artystami i międzynarodowymi muzykami. Jego współpraca z Habibem Koité trwała 12 lat. W 1995 roku Baba Sissoko wydał swój pierwszy album z zespołem Tama-Kan.
Członkami Taman Kan są Roger Sabal Lecco (grał na basie z Manu Dibango, Miriam Makeba, Fela Kuti, Francis Bebey, Lucio Dalla i Louisiana Red) oraz Reynaldo Hernandez (grał na perkusji z Conjunto Folklórico Nacional na Kubie i Gipsy Kings). Trio gra muzykę własnych kultur tradycyjnych (Manding, Bambara, Sonrai, Joruba i Kongo) włączając do gry elementy stylu bluesa, jazzu i rocka.
Wykładał grę na tradycyjnych bębnach w Brukseli. Prowadził konferencje na Uniwersytecie w Kalabrii – Centrum Sztuki, Muzyki i Widowiska we Włoszech. 
Mieszka we Włoszech od lat 90. XX wieku.

## Dyskografia
- Baba Sissoko & Taman Kan, "Taman Kan",1995
- Baba Sissoko, "Djana", 1999
- Baba Sissoko & Taman Kan, "Live in Studio", 2000
- Baba Sissoko i Mario Artese, "Griots", 2001
- Baba Sissoko, "Djeliya", 2004
- Baba Sissoko, z Famondou Don Moye & Maurizio Capone, "Folk Bass Spirit Suite", 2004
- Baba Sissoko Trio, "Bolokan", 2005
- Baba Sissoko, "AfroJazz Live", 2005
- Baba Sissoko & Taman Kan, "Mali Music", 2005
- Baba Sissoko, "Djekafo", 2006
- Baba Sissoko z Eloi Boudimont (Fanfare et Chouer), "Mali Mali", 2007
- Baba Sissoko Jazz Ensemble, "Bamako Jazz", 2007
- Baba Sissoko, "Bibisa Solo – moi je m'amuse", 2008
- Baba Sissoko Aka Moon & Black Machine, "Culture Griot", 2009
- Baba Sissoko i Il Pozzo Di San Patrizio, "The Eyes Over the World", 2010
- Baba Sissoko Busch Werk & The Masters of Groove, "Trance", 2011
- Baba Sissoko "Mali Tamani Revolution", 2011
- Baba Sissoko, "Sahel", 2011
- Baba Sissoko, Officina Zoé, "Taranta Nera" 2012
- Baba Sissoko Afroblues, "African Griot Groove", 2012
- Baba Sissoko Djeli Mah Damba Koroba, "Baba et sa maman" 2013
- Baba Sissoko, Saulius Petreikis, Indre Jurgeleviciute, Laurita Peleniute, Viktoras Diawara, "MaLituanie", 2013
- Baba Sissoko, "Tchi Wara", 2014
- Baba Sissoko i Antonello Salis & Famoudou Don Moye, "Jazz (R)Evolution" 2015
- Baba Sissoko, "Three Gees", 2015
- Baba Sissoko with Mighty Mo Rodgers, Griot Blues 2017
- Baba Sissoko Amadran 2019